# La Tribu de Dana
Singles de Manau
Panique celtique
(1998)
La Tribu de Dana est une chanson du groupe parisien Manau sortie en mai 1998 et figurant sur leur premier album Panique celtique sorti en septembre. Elle a été certifiée deux fois disque de diamant en 1998 et 1999,,, soit plus de 1,5 million de singles vendus.

## Présentation
Le morceau rencontre un immense succès en France avec environ 1,5 million de singles vendus. C'est l'un des tubes de l'été 1998. Le titre reste en tête du Top 50 des singles les plus vendus (hors ventes digitales) du 20 juin au 12 septembre 1998, soit pendant 12 semaines, et dans le top 3 pendant 23 semaines. Il est détrôné par la chanson Belle extraite de la comédie musicale Notre-Dame de Paris et est le deuxième single le plus vendu en 1998, après celle-ci.
Les paroles ont été écrites par le chanteur du groupe Martial Tricoche. La musique a été composée par les deux autres membres de Manau, Cédric Soubiron et Hervé Lardic, d'après la chanson traditionnelle bretonne Tri martolod (« Trois matelots »). La chanson qui dure 4 min 47 s relate les exploits épiques et fictionnels d'un guerrier celte de la tribu celte fictive de Dana qui lutte en Bretagne armoricaine contre une horde de Cimmériens, un peuple tiré ou inspiré de l'univers de Conan le Barbare.
Le clip est notamment tourné au fort la Latte dans les Côtes-d'Armor.

## Inspiration
L'introduction et le refrain du morceau reprennent une chanson traditionnelle bretonne, Tri Martolod, dans l'arrangement qu'en avait fait le chanteur et harpiste Alan Stivell. Ce dernier, sollicité pour qu'un extrait de son interprétation à la harpe soit directement utilisé comme sample, y avait opposé un refus catégorique, avant de menacer le groupe de poursuites pour plagiat,,. Un accord à l'amiable est finalement trouvé pour éviter un procès. La mélodie d'introduction est réenregistrée au biniou par Loïc Taillebrest, réalisateur de l'album.

## Reprises
En 2006, la chanson est reprise par les Enfoirés dans leur spectacle Le Village des Enfoirés. Elle est interprétée par Catherine Lara, Jean-Baptiste Maunier, Natasha St-Pier, Francis Cabrel et Zazie. En 2017, le duo Evan et Marco, qui se sont rencontrés à The Voice Kids lors de la saison 3 en 2016, la reprennent à leur tour. 

## Classements
| Classements                             | Meilleure position |
| --------------------------------------- | ------------------ |
| Allemagne (Media Control AG)            | 89                 |
| Belgique (Flandre Ultratip 100)         | 9                  |
| Belgique (Flandre Ultratop 50 Singles)  | 4                  |
| Belgique (Flandre VRT Top 30)           | 4                  |
| Belgique (Wallonie Ultratip 50)         | 17                 |
| Belgique (Wallonie Ultratop 50 Singles) | 1                  |
| Europe (Eurochart Hot 100)              | 5                  |
| France (SNEP)                           | 1                  |
| Pays-Bas (Nederlandse Top 40)           | 2                  |
| Pays-Bas (Single Top 100)               | 3                  |

| Classement                                 | Meilleure position |
| ------------------------------------------ | ------------------ |
| Belgique (Wallonie Back Catalogue Singles) | 17                 |

| Classement (1998)               | Position |
| ------------------------------- | -------- |
| Belgique (Flandre Ultratop 50)  | 26       |
| Belgique (Wallonie Ultratop 40) | 3        |
| France (SNEP)                   | 2        |
| Pays-Bas (Nederlandse Top 40)   | 14       |
| Pays-Bas (Single Top 100)       | 26       |

## Certification
| Région                                                                                                 | Certification | Ventes/Streams |
| --- | ------------- | -------------- |
| France (SNEP)                                                                                          | Diamant       |                |
| *Ventes selon la certification ^Mise en rayon selon la certification xNon précisé par la certification |               |                |